# Certified management consultant
"Certified Management Consultant" (CMC), en français "Conseiller en management certifié" (CMC), est une certification professionnelle internationale pour les professionnels du conseil en management. Ce titre qui a commencé en l'an 1990, est décernée par des instituts dans 50 pays. Le CMC bénéficie de la réciprocité mondiale; les consultants certifiés dans un pays sont reconnus dans la plupart des autres pays.
Les normes de CMC en matière de compétences techniques et de conduite professionnelle ont été élaborées par des associations internationales aux États-Unis, IMC USA, et internationalement, le International Council of Management Consulting Institutes (ICMCI).
La mission de ces organisations affiliées pour l'administration de ce titre à travers la planète est d'amener les conseillers en management à:
- s'engager envers les plus hauts standards de services-conseil par l'accroissement de leurs compétences;
- adhérer à un code d'éthique pour l'exercice de la profession.

## Critères d'adhésion au titre CMC
Les consultants ayant obtenu la désignation CMC ont démontré ce qui suit:
- Minimum d'un baccalauréat d'une université reconnue.
- Maîtrise en administration des affaires ou passer des examens de qualification dans des sujets liés aux affaires.
- Trois ans ou plus (selon le pays) d'expérience dans le conseil à temps plein.
- Propriétaire ou employé d'une firme en pratique indépendante, ou consultant interne en organisation répondant aux critères d'indépendance de l'Institut.
- Satisfaction démontrée par cinq clients différents de la performance en consultation dans des missions difficiles.
- Les descriptions produites de cinq missions clients, y compris les problèmes abordés, les solutions fournies et les résultats obtenus.
- Interview par un panel de consultants seniors sur les approches et les compétences dans une gamme de disciplines de conseil.
- Examens éthiques écrits et oraux, respect d'un code de déontologie rigoureux et soumission à l'exécution par un organisme d'arbitrage indépendant.
- Engagement à l'éducation professionnelle continue.
- Renouvellement de la certification tous les trois ans.

À partir de 2017, la première norme internationale ISO pour les conseillers en management nommée ISO 20700:2017 est devenue disponible.

## Voir également
- Consultant
- Société de conseil
- Conseil en stratégie
- Liste_de_normes_ISO

## Organismes affiliés

### Canada
Au Canada, les porteurs du titre CMC sont membres d'instituts administrant la formation menant au titre et encadrant la pratique professionnelle. En sus, des chapitres régionaux regroupent les membres de chaque grande région du pays: CMC-BC-Mainland, CMC-BC-Vancouver Island, CMC-ON-Greater Toronto area, CMC-BC-Southern interior, CMC-ON-Eastern Ontario and CMC-ON-Southwestern. Tandis que l'Ordre des administrateurs agréés du Québec administre le chapitre québécois.